# Karina (keresztnév)
A Karina olasz eredetű női név, jelentése csinos, becses, de lehet a Karin továbbképzése is.

## Gyakorisága
Az 1990-es években igen ritka név, a 2000-es években nem szerepel a 100 leggyakoribb női név között.

## Névnapok
- március 24.[2]
- április 30.[2]
- november 7.[2]
- november 25.[2]
- július 29.[2]

## Idegen nyelvi változatai
- dán: Karen, Karina
- finn: Kaarina
- olasz: Carina
- norvég: Karina, Karine
- svéd: Karin

## Híres Karinák
- Karína Kapúr, indiai színésznő
- Anna Karina, dán színésznő
- Kecskés Karina, színésznő
- Mendreczky Karina , magyar képzőművész, grafikusművész